# 福島県道216号弥五島停車場線
福島県道216号弥五島停車場線（ふくしまけんどう216ごう やごしまていしゃじょうせん）は、福島県南会津郡下郷町にある一般県道である。

## 路線概要
- 起点：福島県南会津郡下郷町弥五島字寺下（会津鉄道弥五島駅前）
- 終点：福島県南会津郡下郷町弥五島字寺下
- 総延長：122 m[1]
  - 実延長：総延長に同じ
- 路線認定年月日：1959年8月31日[2]

弥五島駅と国道121号を南北に結ぶ。

## 通過する自治体
- 福島県
  - 南会津郡下郷町

## 接続・交差する道路
- 国道121号（弥五島字寺下 終点）

## 沿線
- 会津鉄道 弥五島駅